# 10 000 a. C.
10 000 B.C. es una película dirigida por Roland Emmerich y coprotagonizada por Steven Strait y Camilla Belle. La producción estadounidense-sudafricana fue escrita por el propio Emmerich y el compositor Harald Kloser y estrenada el 7 de marzo de 2008.

## Sinopsis
Todo comienza en la tribu de los Yagal, y con una gran escasez de comida, por lo que "La gran madre" pone toda su confianza en que esta tormentosa etapa terminará cuando un joven cace a un Manak y contraiga matrimonio con "La niña de ojos azules", una pequeña que fue rescatada de otra tribu, atacada por "Demonios de 4 patas". Pero el único que no cree en esto es el padre de D'Leh (líder de la tribu), por lo que se va de viaje en busca de comida; quedando su hermano y La Gran Madre a cargo de la tribu. 
D'Leh sufre muchos problemas por ser hijo de un "cobarde". Este le dice a la pequeña Evolet que su amor era como una estrella y que nunca acabaría, y es donde empieza esta historia de amor. Al pasar el tiempo, llegó el momento en que llegarían los [Mamut/Manak] y, por un error, D'Leh logra cazarlo, y se convierte en líder, pero el "Hermano" de su padre sabe la verdad, por lo que él le devuelve el arma blanca, y es entonces cuando los "Demonios" atacan a la tribu Yagal y se llevan consigo a sus amigos y a Evolet, por lo que emprende un viaje en busca de ella "más allá de las montañas". Después de muchos problemas, él logra rescatar a un tigre "dientes de sable" de ser ahogado, por lo que cuando se encuentra junto al hermano de su padre, siendo atacados por otra tribu, el "Dientes de Sable" los rescata, y esta tribu cree que es el elegido para liberarlos de los ataques de los Demonios. Ellos emprenden un viaje en busca de los demonios, donde se van reuniendo con más tribus. 
Cuando logran encontrarlos, se dan cuenta de que hay miles de esclavos más, sometidos bajo el dominio de un "dios", por lo que crean un plan y logran liberar a los esclavos y matar al supuesto dios, pero uno de los demonios asesina a Evolet, quien tiene una cicatriz y anuncia que un cazador vendrá para matar al que se hace llamar Dios, y es cuando la gran madre cede su vida y se la da a Evolet, quien logra llegar con el resto de la tribu a su hogar, después de haber encontrado la manera de sobrevivir sin cazar a los Manak, cultivando.

## Reparto
| Actor              | Personaje       |
| ------------------ | --------------- |
| Steven Strait      | D'Leh           |
| Camilla Belle      | Evolet          |
| Cliff Curtis       | Tic'Tic         |
| Joel Virgel        | Nakudu          |
| Affif Ben Badra    | Warlord         |
| Mo Zinal           | Ka´Ren          |
| Nathanael Baring   | Baku            |
| Marco Khan         | Tuerto          |
| Mona Hammond       | Anciana madre   |
| Joel Fry           | Lu'Kibu         |
| Reece Ritchie      | Moha            |
| Piers Stubbs       | Moha (joven)    |
| Junior Oliphant    | Tudu            |
| Kristian Beazley   | Padre de D'Leh  |
| Boubacar Badaine   | Quina           |
| Farouk Valley-Omar | Gran sacerdote  |
| Tim Barlow         | El todopoderoso |
| Omar Sharif        | Narrador        |

## Producción
El director Roland Emmerich y el compositor Harald Kloser escribieron el guion original. Cuando el proyecto recibió luz verde por parte de Columbia Pictures, el guionista John Orloff empezó el trabajo redactando un nuevo proyecto sobre la base del guion original. Columbia, bajo Sony Pictures Entertainment, abandonó el proyecto debido a problemas de calendario, por lo que Warner Bros lo recogió posteriormente.
Para hacer la producción cinematográfica posible se escogieron localizaciones en Nueva Zelanda, Sudáfrica y Namibia.

## Recepción
La película recibió en su mayoría críticas negativas, afirmando que la película es principalmente visual y carece de un guion firme. Los críticos señalaron que la película es arqueológicamente incorrecta. Al 29 de diciembre de 2007, la película solo obtuvo un 9% de comentarios positivos en Rotten Tomatoes, informando sobre una base de 135 comentarios. Metacritic informó que la película tenía una puntuación media de 34 sobre 100, sobre una base de 29 comentarios.

## Anacronismos
Aunque está publicitada como una película sobre la prehistoria, contiene diversos anacronismos como por ejemplo que en ella se muestra cómo el ser humano cultiva la Tierra, cuando los primeros cultivos datan del año 8000 a. C.[cita requerida] La pirámide egipcia más antigua (a saber, la pirámide escalonada de Zoser) fue terminada aproximadamente en el año 2650 a. C.[cita requerida] También se ve a hombres cabalgando, cuando el ser humano domesticó caballos aproximadamente desde el año 6000 a. C.[cita requerida] Y finalmente los seres humanos manejan el hierro, pero históricamente el ser humano aprendió a manejar el hierro hacia el año 1500 a. C.[cita requerida]
Además, en la película se contemplan teorías no oficiales acerca de la prehistoria, por ejemplo, la teoría de que existió una cultura civilizada hace 10 000 años; similar al mito de Atlántida debido a que en una escena un hombre le dice al protagonista Algunos dicen que vienen desde las estrellas; otros, que sobrevolaron el gran lago cuando su tierra se hundió en el mar. Se retoman teorías de egiptólogos que dicen que tal vez la Esfinge es más antigua que el Antiguo Egipto y que tal vez los egipcios eran herederos de alguna otra gran civilización previa. También en una escena se ve un mapamundi sobre una mesa.
Otro anacronismo es la aparición de los depredadores, popularmente conocidos como aves del terror, que además de vivir en América del Sur [cita requerida](la película está ambientada en las proximidades de Egipto,[cita requerida]) se extinguieron hace 2 millones de años[cita requerida]. Al final de la película se ven semillas de maíz, originario de México y que solo salió de este continente hace unos 400 años.[cita requerida]
Errores paleontológicos
Mamut Lanudo: Se ven muy bien, pero los mamuts lanudos eran básicamente elefantes peludos y con colmillos curvados.
La película enfatiza específicamente que el rebaño está dirigido por un macho y aparentemente alberga múltiples machos. Eso está mal, ya que en los mamuts lanudos, al igual que en los elefantes modernos, las hembras eran líderes de sus manadas. Mientras tanto, los machos, cuando alcanzaban la Madurez, abandonaban su manada en busca de hembras.
En la película se muestran a los Mamuts Galopando. Los elefantes no están diseñados para correr velozmente, pues su tamaño y su anatomía sólo les permiten correr a 25 kilómetros por Hora.
Los mamuts son demasiado grandes, aparentemente de unos 5 metros de altura y más de 20 toneladas de peso, y en algunas escenas se ven aún más grandes, hasta 6 metros de altura. Los mamuts lanudos reales eran del mismo tamaño que los elefantes africanos, con machos de hasta 3 metros de alto y 6 toneladas, mientras que las hembras eran más pequeñas, hasta 3 metros de alto y 5 toneladas. El tamaño de los mamuts de las películas es más comparable a otro elefante de la edad de hielo, Palaeoloxodon namadicus. Este gigante puede haber medido hasta 5 metros de altura y pesar hasta 22 toneladas, por lo que es uno de los mamíferos terrestres más grandes conocidos.
Ave del terror: Al igual que los mamuts, en cuanto al diseño, estas aves parecen bien hechas, a excepción de dos pequeños detalles.
Por un lado, tienen largas lenguas dentadas. Muchas aves actuales, como los buitres y los pingüinos tienen esta característica junto con papilas coanas en la mandíbula superior. Esos pseudo dientes parecen cumplir una función similar a los dientes reales. Es una buena especulación, pero esas lenguas también habrían sido bastante rígidas y no serían tan flexibles como se muestra en la película. Y en segundo lugar, tienen 3 dedos pequeños que sobresalen del ala, casi como un Pterosaurio. Parece que se inspiraron en la teoría descartada que planteaba que las Aves del Terror lucían más similares a sus primos, los Dinosaurios Carnívoros, basadas en una estructura inusual parecida a una articulación que se encuentra en el ala de Titanis. Pero las seriemas, los parientes vivos más cercanos a las aves del terror, tienen la misma articulación en las alas, esencialmente desacreditando la teoría. Si los Phorusrhacidae tuvieran esas garras, habrían sido pequeñas, vestigiales e invisibles bajo sus plumas, como por ejemplo las garras en las alas de las Avestruces.
Y obviamente, las aves del terror nunca se encontraron con el hombre. el Ave del Terror Titanis, murió hace un Millón y medio de años. Un fósil hallado en Uruguay indica que la última Ave del Terror vivió hasta 31.000 años antes de Cristo. Pero el Hombre llegó a América hace 14.000 años antes de Cristo. Homínidos como Homo habilis eran contemporáneos del Titanis, pero vivían del otro lado del Atlántico.
Smilodon: Por un lado, es demasiado grande, pues tiene el tamaño de un Rinoceronte. La especie más grande de Smilodon, Smilodon populator, era de hecho uno de los felinos más grandes conocidos, de pie hasta más de un metro de altura y con un peso de entre 377 kilos, tenía un tamaño comparable al de un Ligre, una mezcla de Tigre y León. 
Su diseño es totalmente tigresco. El Smilodon se destacó entre los grandes felinos del Pleistoceno por su cuerpo robusto y fornido, más parecido a un oso o a una hiena que a un felino típico.
Es como si alguien superpusiera una cabeza de tigre sobre un cuerpo de un lince, la cabeza es tan grande que parece que el animal se tumbaría al suelo. Es un modelo de cabeza de tigre con todas las marcas distintivas, solo que con dientes de sable.